# Richard Durden
Richard Durden, né le 8 février 1944 à Hendon, dans le borough londonien de Barnet, au (Royaume-Uni), est un acteur britannique.

## Filmographie partielle

### Cinéma
- 1967 : Doctor Faustus de Richard Burton et Nevill Coghill : Chevalier
- 1970 : Les Cicatrices de Dracula de Roy Ward Baker : le second policier
- 1993 : L'Innocent de John Schlesinger
- 2002 : The Reckoning de Paul McGuigan : Le juge
- 2005 : Oliver Twist de Roman Polanski : le membre méchant du conseil
- 2009 : Agora de Alejandro Amenábar : Olympius
- 2010 : From Paris with Love de Pierre Morel : Ambassadeur Bennington
- 2011 : La Maison des ombres de Nick Murphy : Alexander Cathcart
- 2011 : Anonymous de Roland Emmerich : Archevêque
- 2017 : Churchill de Jonathan Teplitzky : Jan Smuts

### Télévision
- 1987 : Inspecteur Morse (série télévisée) : Alan Richards (épisode 1.01 : Mort à Jericho)
- 1988 : Maigret (téléfilm) de Paul Lynch : Julian Braden
- 2003 : Inspecteur Barnaby (série télévisée) : Dr Duncan Goff (épisode 6.01 : Mort en eau trouble)
- 2004 : Miss Marple (série télévisée) : Mr. Prestcott (épisode 1.01 : Un cadavre dans la bibliothèque)
- 2012 : Inspecteur Lewis (série télévisée) : John Gracey (épisode 1.06 : La quête impossible)
- 2012 : The Borgias (série télévisée) : le médecin (2 épisodes)